# S.W.A.T. Los Angeles

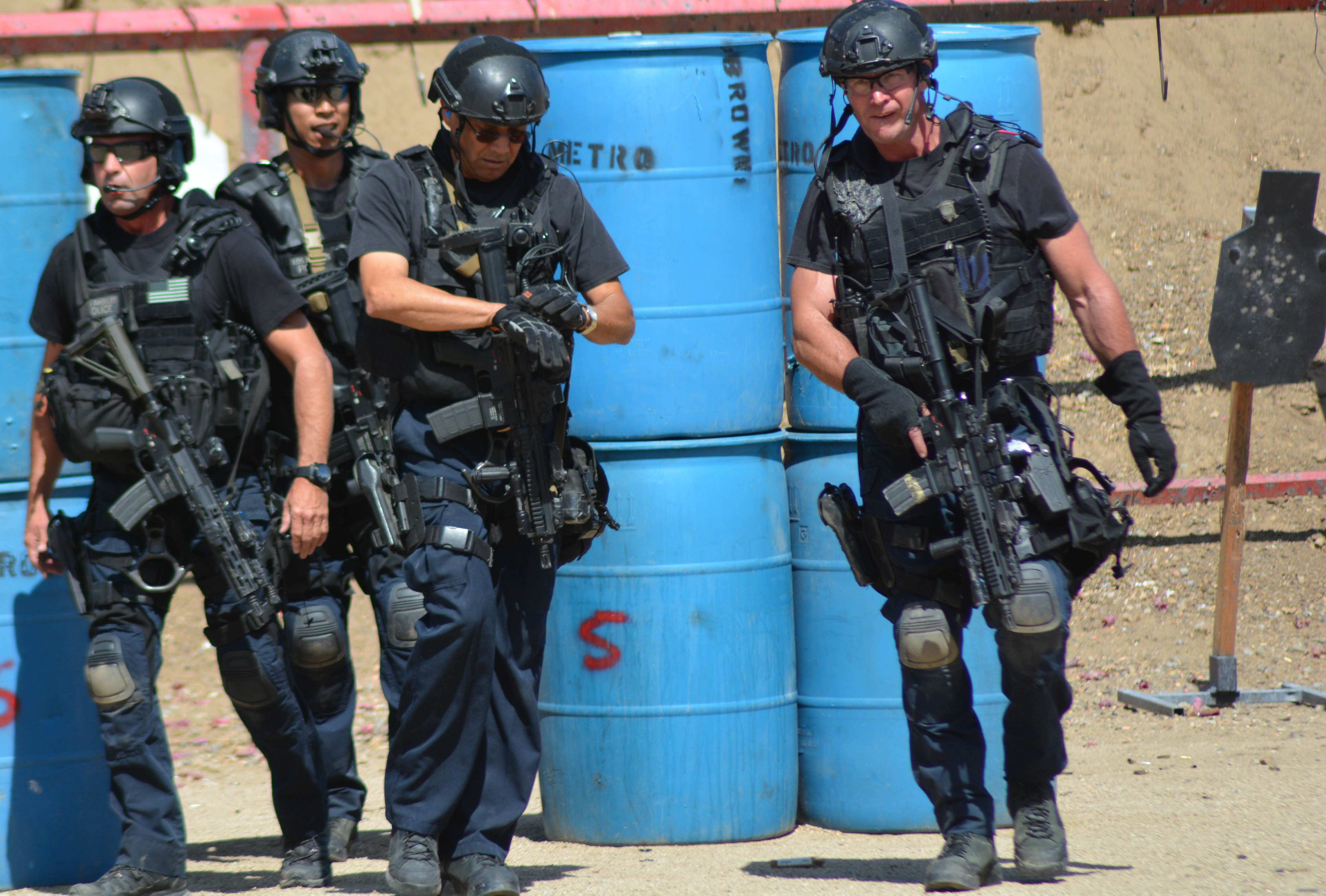
LAPD SWAT trénink

S.W.A.T. (Special Weapons And Tactics) u L.A.P.D. (Los Angeles Police Department - Policejní oddělení Los Angeles) byl první jednotkou tohoto typu v USA.

## Historie
Jednotka byla zřízena jako reakce na rostoucí nebezpečnost pachatelů trestných činů, kde se policisté z hlídkových útvarů, či přivolaní tísňovou linkou 911 (angl Nine-one-one) často stávali oběťmi, nebo zraněnými.
Proto byla v Los Angeles hledána vhodná koncepce jednotky, která by reagovala na nebezpečné situace. Tento koncept byl nalezen u policie ve městě Delano v Kalifornii, kde ovšem jednotka měla charakter jednotky pořádkové. Avšak koncept převzal důstojník John Nelson, který jej rozvinul na celou řadu rizikových situací. Svůj koncept, pojmenovaný Special Weapons And Tactics - Speciální Zbraně A Taktiky, představil inspektoru Darrylu F. Gatesovi, kterým byla tato myšlenka podpořena. Jednotka vznikla v roce 1967, kdy se skládala z běžných policistů, kteří prošli vojenskou službou a příslušníků specializovaných jednotek. Roku 1971 byla jednotka restrukturována a bylo rozhodnuta, že služba u jednotky bude profesionální a S.W.A.T. bude samostatným útvarem. Jednotka byla přesunuta do čety D (D Platoon), divize Metro (Metropolitan Police - metropolitní policie).
Zlomovým bylo získání pravomoci k provádění akcí na záchranu rukojmí v roce 1983.

### Významné zásahy
- 1969 - zásah proti ilegálním překupníkům zbraní. Došlo k přestřelce, která trvala čtyři hodiny.
- 1974 - zásah proti zabarikádovaným teroristům skupiny SLA
- 1984 - Zajištění bezpečnosti na Olympijských hrách.
- 1992 - Potlačení masových nepokojů, poté co byli 4 policisté zproštěni obvinění z neoprávněného užití síly při zatýkání podnapilého řidiče.
- 1997 - Bankovní loupež v North Hollywood

## Výzbroj
- pistole - různé pistole na bázi zbraně M1911.
- samopaly HK MP5
- útočné pušky M4
- brokovnice Benelli M1
- odstřelovací puška Remington M700, PSG-1, M4, osazené optikou, používané zejména při střelbě z vrtulníku.